# Fitoquímica
Fitoquímica é, no sentido restrito da palavra, o estudo de fitoquímicos, que são compostos de natureza química, produzidos por vegetais.
Frequentemente o termo é aplicado ao grande número de compostos do metabolismo secundário das plantas. Muitos desses metabólitos são conhecidos por oferecer vários tipos de proteção para as plantas, seja contra a ataques de insetos e herbívoros, seja contra pragas e doenças dos vegetais. Usualmente é uma área de atuação de biólogos, botânicos, farmacêuticos, bioquímicos, biomédicos e químicos.
Os fitoquímicos em plantas alimentares são freqüentemente ativos na biologia humana e, em muitos casos, têm benefícios para a saúde.
Métodos comumente utilizadas no campo da fitoquímica são extração, fracionamento químico, separação, isolamento e elucidação estrutural (MS, RMN 1D e 2D) de produtos naturais, valendo-se de técnicas cromatográficas (MPLC, HPLC, LC-MS), segundo o objetivo e os compostos de interesse envolvidos.
Os trabalhos em fitoquímica consistem no levantamento e estudo de componentes químicos, como princípios ativos, odores, pigmentos, moléculas da parede celular. As aplicações destes estudos podem se ramificar para a área médica e farmacêutica (através da pesquisa de novas substâncias a serem usadas em medicamentos), assim como para a taxonomia (através do uso pelos botânicos dos caracteres químicos para diferenciar as espécies), como também para a química (através dos estudos das vias metabólicas que originam as diferentes substâncias presentes nos vegetais), entre outras aplicações.
Uma área correlata à fitoquímica é a farmacognosia, estando ambas ligadas pela indústria farmacêutica.